# Dionysiuskerk (Bremerhaven-Wulsdorf)
De Dionysiuskerk (Duits: Dionysuskirche) is een luthers kerkgebouw in Bremerhaven-Wulsdorf. Sinds 1978 is de kerk een beschermd monument. 

## Geschiedenis
Tot op de dag van vandaag bleven er kleine resten van de boerennederzetting in de oude dorpskern van Wulsdorf bewaard. Deze nederzetting behoorde tot het graafschap Stotel en werd in 1373 bij het aartsbisdom Bremen ingedeeld. In 1648 kwam het gebied als deel van het hertogdom Bremen onder Zweeds bestuur en in 1710 aan het Keurvorstendom Brunswijk-Lüneburg, dat vanaf 1866 de Pruisische provincie Hannover was. In 1920 ging Wulsdorf op in de nieuw gevormde gemeente Geestemünde en tegenwoordig vormt het een Stadtteil van Bremerhaven.
Het bestaan van een kerkgebouw in Wulsdorf wordt in 1313 voor het eerst in een oorkonde genoemd; in 1463 werd de aan Dionysius van Parijs gewijde kerk voor het eerst bij name in een oorkonde van het Vieland genoemd. Archeologisch onderzoek wees uit dat twee houten kerken het huidige kerkgebouw voorgingen, waarvan de oudere op het einde van de 9e of het begin van de 10e eeuw wordt gedateerd.
De romaanse veldsteenkerk met een westelijke toren en een vrijstaande klokkentoren was vroeger een weerkerk. Het kerkhof was ooit met een ongewoon hoge en sterke muur omgeven, om zo de inwoners met hun vee en goederen te beschermen tegen overvallen.   
In 1949 volgde het herstel van de altaaraanbouw aan de Dionysiuskerk naar een ontwerp van Gustav Sieben. 
De los van dit middeleeuwse kerkje staande kerktoren werd in 2024 door brand verwoest. Herbouw ligt wel in de bedoeling.